# Klaus Otto
Klaus Otto (1939–1978) war einer der erfolgreichsten Jockeys der Deutschen Demokratischen Republik.

## Werdegang
Klaus Otto wurde durch seinen Vater Georg Otto für den Reitsport inspiriert. Er machte 1957 eine Ausbildung zum Jockey in Magdeburg-Herrenkrug. Einen Großteil seiner Weiterentwicklung fand in Boxberg statt. Zu seinen Erfolgen zählen unter anderem der viermalige Sieg beim „Großen Preis der Dreijährigen“. Auch auf den Pferderennbahnen Hoppegarten in Berlin, auf den Strecken in Leipzig, Dresden und Magdeburg tauchte sein Name regelmäßig unter den Top-Jockeys auf.